# Irena Kondracka
Irena Kondracka (ur. 5 września 1919, zm. 1990) – polska szachistka.
W latach 1959–1978 siedmiokrotnie wzięła udział w finałach mistrzostw Polski kobiet. Największy sukces osiągnęła w roku 1966, dzieląc wraz z Krystyną Radzikowską I-II miejsce. W rozegranym w tym samym roku barażu o tytuł mistrzowski uległa 1½ – 3½ i zdobyła srebrny medal. W roku 1965 w Lublinie zajęła VI miejsce w turnieju eliminacyjnym do drużyny olimpijskiej.